# Rhipidoglossum obanense
Rhipidoglossum obanense là một loài thực vật có hoa trong họ Lan. Loài này được (Rendle) Summerh. miêu tả khoa học đầu tiên năm 1936.